# Aleksandr Popov (film)
 For alternative betydninger, se Aleksandr Popov. (Se også artikler, som begynder med Aleksandr Popov)
Aleksandr Popov (russisk: Александр Попов) er en sovjetisk film fra 1949 instrueret af Gerbert Rappaport og Viktor Ejsymont. Filmen er en biografisk film om den russiske fysiker og elektroingeniør Aleksandr Popov, der var en af pionererne inden for radiokommunikation.

## Medvirkende
- Nikolaj Tjerkasov som Aleksandr Popov
- Aleksandr Borisov som Rybkin
- Konstantin Skorobogatov som Admiral Makarov
- Ilja Sudakov som Mendelejev
- Jurij Tolubejev som Petrusjevskij